# کندورسه کمین‌بیش
روش کندورسهٔ کمین‌بیش یا مینی‌ماکس (به انگلیسی: Minimax Condorcet) یک نظام انتخاباتی ترجیحی است که برندهٔ آن نامزدی است که بدترین شکستش در رقابت‌های دوبدو خفیف‌تر از بدترین شکست سایر نامزدها باشد. روش سیمپسون–کرامر (به انگلیسی: Simpson–Kramer) نام دیگر این روش است.

## معیارهای انتخاباتی
روش کمین‌بیش معیار کندورسه را احراز می‌کند یعنی تضمین می‌کند که برنده کندورسه را در صورت وجود برگزیند. این روش معیار یکنوایی را نیز برآورده می‌کند یعنی امکان ندارد که حمایت بیشتر از یک نامزد به ضررش تمام شود.